# 纳储拉 (科罗拉多州)
纳储拉（英語：Naturita），是美国科罗拉多州蒙特罗斯县下属的一座城市。建市于1951年11月30日，面积大约为0.687平方英里（1.78平方公里）。根据2010年美国人口普查，该市有人口546人。2011年估计该市有人口542人，相比2010年人口增长率为-0.73%。同时，论人口该市是科罗拉多州第191大城市。